# René Vignaud
Pour les articles homonymes, voir Vignaud.
René Vignaud (né le 19 janvier 1893 et mort en octobre 1969) est un athlète français.

## Biographie
Il est vice-champion de France du 5 000 mètres à Colombes en 1913 et en 1914, vice-champion de France du 10 000 mètres en 1921 et vice-champion de France de cross-country en 1920 et 1921. 
Il participe au 3 000 mètres par équipe des Jeux olympiques de 1920 à Anvers, terminant quatrième. Il est médaillé de bronze du Cross des nations par équipes en 1920.